# Eilema ratonis
Eilema ratonis är en fjärilsart som beskrevs av Matsumura 1927. Eilema ratonis ingår i släktet Eilema och familjen björnspinnare. Inga underarter finns listade i Catalogue of Life.